# Nu tar vi taxin
Nu tar vi taxin (engelska: Carry On Cabby) är en brittisk komedifilm från 1963 i regi av Gerald Thomas. Det är den 7:e filmen i Carry On-serien.

## Handling
Sid James spelar en taxiägare som får oväntad konkurrens från sin egen fru, spelad av Hattie Jacques.

## Rollista i urval
- Sid James - Charlie Hawkins
- Hattie Jacques - Peggy Hawkins
- Kenneth Connor - Ted Watson
- Charles Hawtrey - "Pintpot" Tankard
- Esma Cannon - Flo Sims
- Liz Fraser - Sally
- Bill Owen - Smiley Sims
- Milo O'Shea - Len
- Judith Furse - Battleaxe
- Renée Houston - Molly
- Jim Dale - Jeremy
- Peter Gilmore - Dancy

## Kuriosa
Ford Storbritannien ställde villigt ett antal av sin nya familjebil Ford Cortina till filmbolagets förfogande, ett tidigt exempel på produktplacering.